# Гуаццони, Энрико
Энрико Гуаццони (итал. Enrico Guazzoni; 18 сентября 1876, Рим — 24 сентября 1949, там же) — итальянский кинорежиссёр, сценарист, художник, продюсер, монтажёр.

## Биография
Обучался живописи в институте изящных искусств в Риме. Затем работал художником-декоратором и плакатистом.
В 1907 году Энрико Гуаццони увлёкся кино. В 1909 году снял свой первый короткометражный фильм.
Энрико Гуаццони — признанный специалист в жанре исторических фильмов, один из родоначальников пеплума. Является автором большого количества пышных псевдоисторических постановочных фильмов. Картины Энрико Гуаццони по своей мощи и экспрессии в трактовке античной истории сильно отличались от снятых другими режиссёрами в те же годы кинолент. Всего им было снято 58 кинофильмов.
В 1911 году снял один из первых итальянских фильмов «Агрипина» (Agrippina), в котором было занято около 2000 артистов. Мировую известность получил после выхода фильма «Камо грядеши»? (1913), демонстрировавшегося с большим успехом в Англии, Германии, России, США и др.
В 1944 году снял свой последний кинофильм. В последние годы жизни отошёл от творческой деятельности.

## Фильмография

### Режиссёр
- 1910 — Фауст / Faust — короткометражный
- 1911 — Франциск Ассизский / San Francesco il poverello d’Assisi (короткометражный)
- 1911 — Брут / Bruto — короткометражный
- 1911 — Невеста Нила / La sposa del Nilo — короткометражный
- 1911 — Крестоносцы или Освобождённый Иерусалим / Gerusalemme liberata
- 1911 — Маккавеи / I maccabei — короткометражный
- 1911 — Агриппина / Agrippina
- 1911 — Тайная полиция / Polizia segreta — короткометражный
- 1912 — Мадам Роланд / Madame Roland — короткометражный
- 1913 — Освобождённый Иерусалим / La Gerusalemme liberata
- 1913 — Марк Антоний и Клеопатра / Marcantonio e Cleopatra
- 1913 — Пустая кроватка / Il lettino vuoto
- 1913 — Его сестра / Sua cognata — короткометражный
- 1913 — Камо грядеши? / Quo Vadis?
- 1914 — Школа героев / Scuola d’eroi
- 1914 — Бедность и дворянство / Miseria e nobiltà — короткометражный
- 1914 — Кай Юлий Цезарь / Cajus Julius Caesar
- 1914 — Жертвоприношение / Immolazione — короткометражный
- 1915 — Альма матер / Alma mater
- 1915 — По течению / Alla deriva — короткометражный
- 1916 — Мадам Тальен / Madame Tallien
- 1916 — Амика / Amica
- 1917 — Иван Грозный / Ivan, il terribile
- 1917 — Леди Макбет / Lady Macbeth
- 1918 — Освобожденный Иерусалим / La Gerusalemme liberata
- 1918 — Фабиола / Fabiola
- 1920 — Разграбление Рима / Il Sacco di Roma
- 1924 — Мессалина / Messalina
- 1929 — Забытая Аллахом / La sperduta di Allah
- 1929 — Мириам / Miryam
- 1936 — Два сержанта / I due sergenti
- 1939 — Доктор Антонио / Il dottor Antonio
- 1940 — Дочь зелёного Корсара / La figlia del corsaro verde
- 1941 — Пираты Малезии / I pirati della Malesia
- 1944 — Форнарина /La fornarina

и ряда других

### Сценарист
- 1913 — Камо грядеши? / Quo Vadis?
- 1914 — Школа героев / Scuola d’eroi
- 1916 — Мадам Тальен / Madame Tallien
- 1916 — Амика / Amica
- 1918 — Освобождённый Иерусалим / La Gerusalemme liberata
- 1924 — Мессалина / Messalina
- 1929 — Мириам / Miryam

### Художник
- 1911 — Агриппина / Agrippina — Художник по декорациям; Художник по костюмам
- 1913 — Камо грядеши? / Quo Vadis? — постановщик; Художник по костюмам
- 1913 — Марк Антоний и Клеопатра / Marcantonio e Cleopatra — Художник по декорациям; Художник по костюмам
- 1914 — Кай Юлий Цезарь / Cajus Julius Caesar — Художник по костюмам; постановщик, короткометражный
- 1916 — Мадам Тальен / Madame Tallien — Художник по костюмам

### Продюсер
- 1914 — Кай Юлий Цезарь / Cajus Julius Caesar — короткометражный
- 1929 — Мириам / Miryam

### Монтажёр
- 1913 — Камо грядеши? / Quo Vadis?